# Tamarindo
Tamarindo ist ein Ort an der Küste des Pazifischen Ozeans in der Provinz Guanacaste in Costa Rica. Die gleichnamige Bucht vor dem Ort ist ein bekanntes Surfgebiet zum Wellenreiten.

## Geographie
Der Ort ist im Norden und Süden von mehreren Nationalparks umgeben sowie von Bergen im Osten und der Bucht Bahia Tamarindo im Westen. Etwa 500 Meter vor der Küste des Ortes liegt die kleine unbewohnte Insel Isla Capitan. Nördlich des Hauptstrandes Playa Tamarindo befindet sich abgetrennt durch das salzwasserhaltige Mündungsgebiet des Tamarindo-Flusses, in dem Krokodile leben, der Strand Playa Grande. Südlich des Playa Tamarindo befindet sich ein weiter Strand, der Playa Langosta. Tamarindo verfügt über einen Regionalflughafen mit Flügen nach San José, der Hauptstadt Costa Ricas.

## Geschichte
Das ehemalige Fischerdorf ist heute ein bekannter Ferienort, bietet Strände mit hellem feinen Sand und warmes blaues Wasser. Im Laufe der Zeit haben sich viele, meist westliche, Ausländer im Ort angesiedelt und bilden heute einen nicht unerheblichen Teil der Bevölkerung, weshalb Tamarindo unter den Einheimischen auch „Tamagringo“ genannt wird.

## Klima
Das Klima wird durch Regenzeit und Trockenzeit bestimmt. So beginnt die Regenzeit zwischen Ende April und Anfang Mai und wechselt sich Ende Oktober mit der Trockenzeit ab. Die Temperaturen schwanken je nach Tages- und Jahreszeit zwischen 27 °C und 38 °C.

## Tierwelt
Die beiden an den Playa Tamarindo angrenzenden Strände Playa Grande und Playa Langosta sind Schutzgebiete für die sehr große und im Pazifik zumeist durch Fischerei bedrohte Lederschildkröte, welche dort zwischen Oktober und März ihre Eier legt.